# Nabeul
Nabeul (en árabe: نابل‎ pronunciaciónⓘ [nɛːbɪl]) es una ciudad en el noreste de Túnez, situada al sur de la península del cabo Bon, a unos sesenta kilómetros al sureste de Túnez.

## Geografía
Nabeul es cabeza de partido de la gobernación del mismo nombre, es un municipio con 70 437 habitantes en 2014. Mediante la combinación de las vecinas ciudades de Dar Chaâbane, Beni Khiar y El Maâmoura, se forma una aglomeración de 120 000 habitantes. Con Hammamet, se forma una conurbación bipolar de 185 000 habitantes.
Situado en la región de cabo Bon, que es una península que penetra en el mar Mediterráneo, Nabeul está situado en el centro del lado sureste, no lejos de la ciudad de Hammamet, y es uno de los lugares más importantes a lo largo de la costa del golfo de Hammamet. Su entorno se compone de huertos y jardines. Gracias a su playa de arena y el clima mediterráneo, la región es un destino popular de los turistas europeos y es el segundo polo turístico de la región después de Hammamet.

### Localización
| Noroeste: Bou Argoub Grombalia | Norte: Béni Khalled Menzel Bouzelfa | Nordeste: Somâa Tazarka Korba             |
| Oeste: Hammamet                |                                     | Este: Dar Chaâbane Béni Khiar El Maâmoura |
| Suroeste: Bouficha             | Sur: Golfo de Hammamet              | Sureste: Mar Mediterráneo                 |

### Clima
Nabeul, así como la región del cabo Bon, están dominadas por un clima templado. En enero, la temperatura baja hasta 8.4 °C en media mínima mientras que alcanza 15.8 °C en media máxima. En agosto, alcanza 22.6 °C en temperatura mediana mínima, mientras que alcanza 30.6 °C en media máxima.
| Parámetros climáticos promedio de Nabeul     | Parámetros climáticos promedio de Nabeul | Parámetros climáticos promedio de Nabeul | Parámetros climáticos promedio de Nabeul | Parámetros climáticos promedio de Nabeul | Parámetros climáticos promedio de Nabeul | Parámetros climáticos promedio de Nabeul | Parámetros climáticos promedio de Nabeul | Parámetros climáticos promedio de Nabeul | Parámetros climáticos promedio de Nabeul | Parámetros climáticos promedio de Nabeul | Parámetros climáticos promedio de Nabeul | Parámetros climáticos promedio de Nabeul | Parámetros climáticos promedio de Nabeul |
| Mes                                          | Ene.                                     | Feb.                                     | Mar.                                     | Abr.                                     | May.                                     | Jun.                                     | Jul.                                     | Ago.                                     | Sep.                                     | Oct.                                     | Nov.                                     | Dic.                                     | Anual                                    |
| -------------------------------------------- | ---------------------------------------- | ---------------------------------------- | ---------------------------------------- | ---------------------------------------- | ---------------------------------------- | ---------------------------------------- | ---------------------------------------- | ---------------------------------------- | ---------------------------------------- | ---------------------------------------- | ---------------------------------------- | ---------------------------------------- | ---------------------------------------- |
| Temp. máx. media (°C)                        | 15.8                                     | 16.4                                     | 17.2                                     | 19.4                                     | 22.4                                     | 26.8                                     | 30.4                                     | 30.6                                     | 28.7                                     | 24.9                                     | 20.4                                     | 17                                       | 20                                       |
| Temp. mín. media (°C)                        | 8.4                                      | 8.9                                      | 9.9                                      | 12                                       | 15.2                                     | 18.7                                     | 21.6                                     | 22.6                                     | 20.9                                     | 18.1                                     | 13.3                                     | 9.9                                      | 15                                       |
| Precipitación total (mm)                     | 59                                       | 34                                       | 38                                       | 27                                       | 16                                       | 8                                        | 5                                        | 10                                       | 29                                       | 48                                       | 45                                       | 50                                       | 369                                      |
| Días de precipitaciones (≥ 1 mm)             | 10                                       | 9                                        | 10                                       | 8                                        | 6                                        | 4                                        | 1                                        | 2                                        | 7                                        | 8                                        | 10                                       | 11                                       | 86                                       |
| Fuente: Institut national de la météorologie |                                          |                                          |                                          |                                          |                                          |                                          |                                          |                                          |                                          |                                          |                                          |                                          |                                          |

## Historia

### Antigüedad

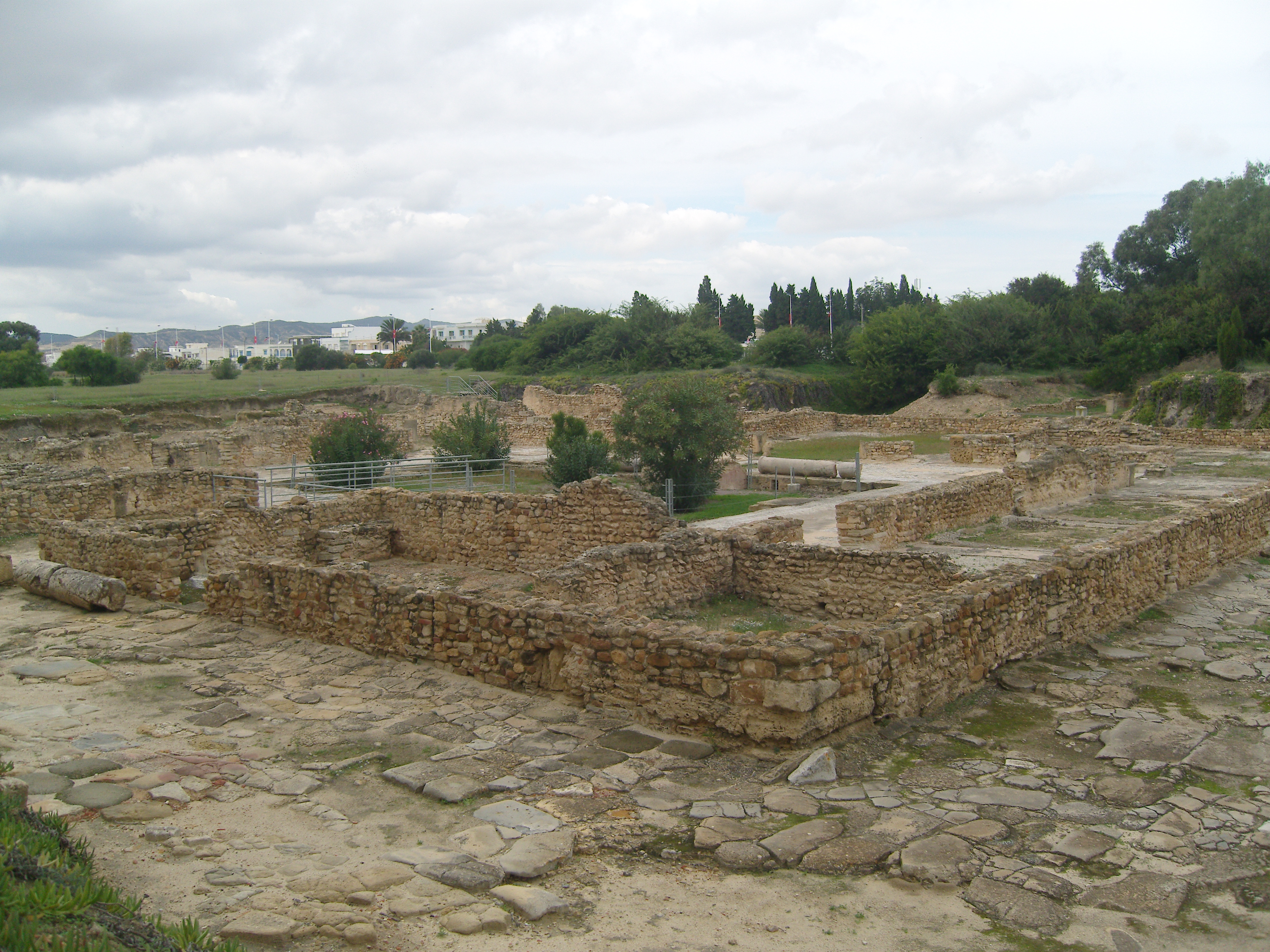
Vista general de la Casa de las Nymphes de Néapolis

En la Edad Antigua, la ciudad llevaba el nombre en griego de Neapolis, que se compone de nea [nuevo] y polis [ciudad]. Así es como llamaron los griegos y luego los romanos. La fundación de la ciudad se remonta a por lo menos 2400 años. El griego Tucídides, el siglo v a. C., luego los cartagineses le confiere el título de ciudad del Norte de África, la mayoría de los anteriormente mencionados por los textos después de Cartago. Durante la guerra del Peloponeso en 413 a. C., entre Esparta a Atenas, los soldados de Esparta había embarcado en los buques que encallan en la costa de Cirenaica. Los ciudadanos de Cirene deciden ayudarles y les proporcionan barcos y conductores. Se detienen en una ciudad de nombre griego Neápolis. Fue en este momento que la historia registra, por primera vez, el nombre antiguo de Nabeul.
En 148 a. C., Neapolis paga su fidelidad a Cartago. De hecho, la ciudad es tomada y destruida por el general romano Calpurnius Pisón.
En el comienzo de la ocupación romana, Neapolis cae en la decadencia y el olvido durante casi un siglo. Además, con la conquista árabe, los bizantinos destruyen la ciudad.

### Época medieval
El ejército musulmán, comandado por Abu al-Mouhajer que llega de la península arábiga, conquistó el cabo Bon en 674. Los árabes erigieron a continuación Ksar Nabeul en el  siglo ix, y la Gran Mezquita. Mientras que los Normandos aumentan sus ataques en las costas de la región, Roger II de Sicilia ocupa en 1148 el fortín, y, de hecho, un puesto militar para atacar a Hammamet.
A partir del siglo siglo xviii y xix, la ciudad poco a poco adquiere su estructura final en el núcleo de la medina.

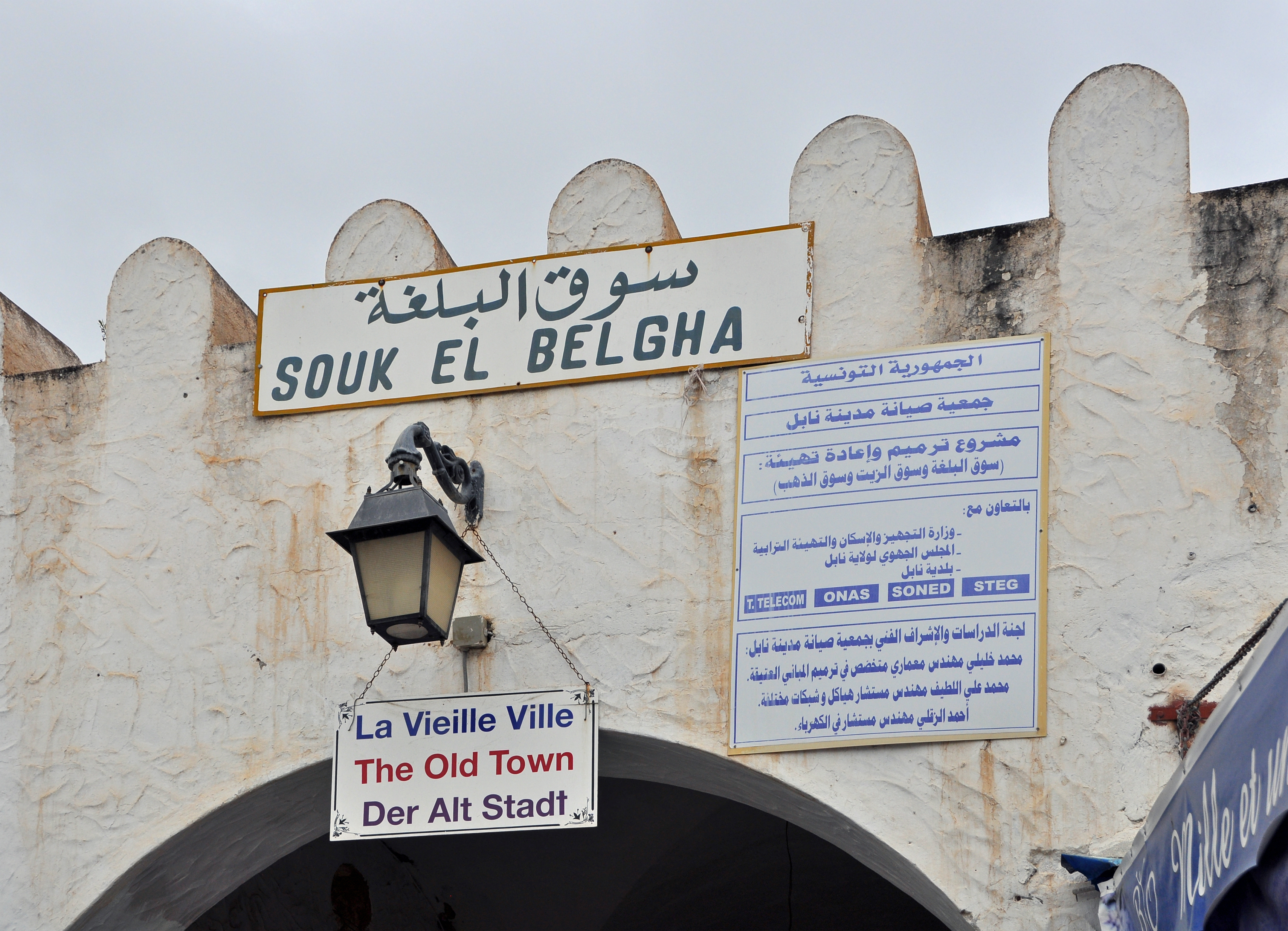
Entrada del souk El Balgha

Los zocos son el corazón de la ciudad y un lugar de reunión y comercio; se desarrollan y desempeñan un papel importante en la economía local. Varios de ellos fueron construidos en este tiempo, incluyendo el zoco El Haddada (herreros), zoco El Balgha, zoco El Ihud (zoco judío), sino también zoco Ezzit (aceite). La medina es accesible a través de varias puertas, tales como Bab-Bled, la entrada principal a la ciudad, Bab El Khoukha, y Bab El-Zawiya. Gracias a la fertilidad y el clima de la región, sus actividades agrícolas y comerciales, atrae a la ciudad flujos de migración desde Yerba y Kairuán. Fue en esta época en que la agricultura experimentó un renacimiento real con la afluencia de los andaluces expulsados de España.
La instalación de la mayoría de los judíos también data de la época moderna, de esta comunidad, que representa el 10% de la población antes de que el protectorado francés, vida en el centro de la población, y con una sinagoga en los alrededores de la Gran Mezquita.

### Época moderna

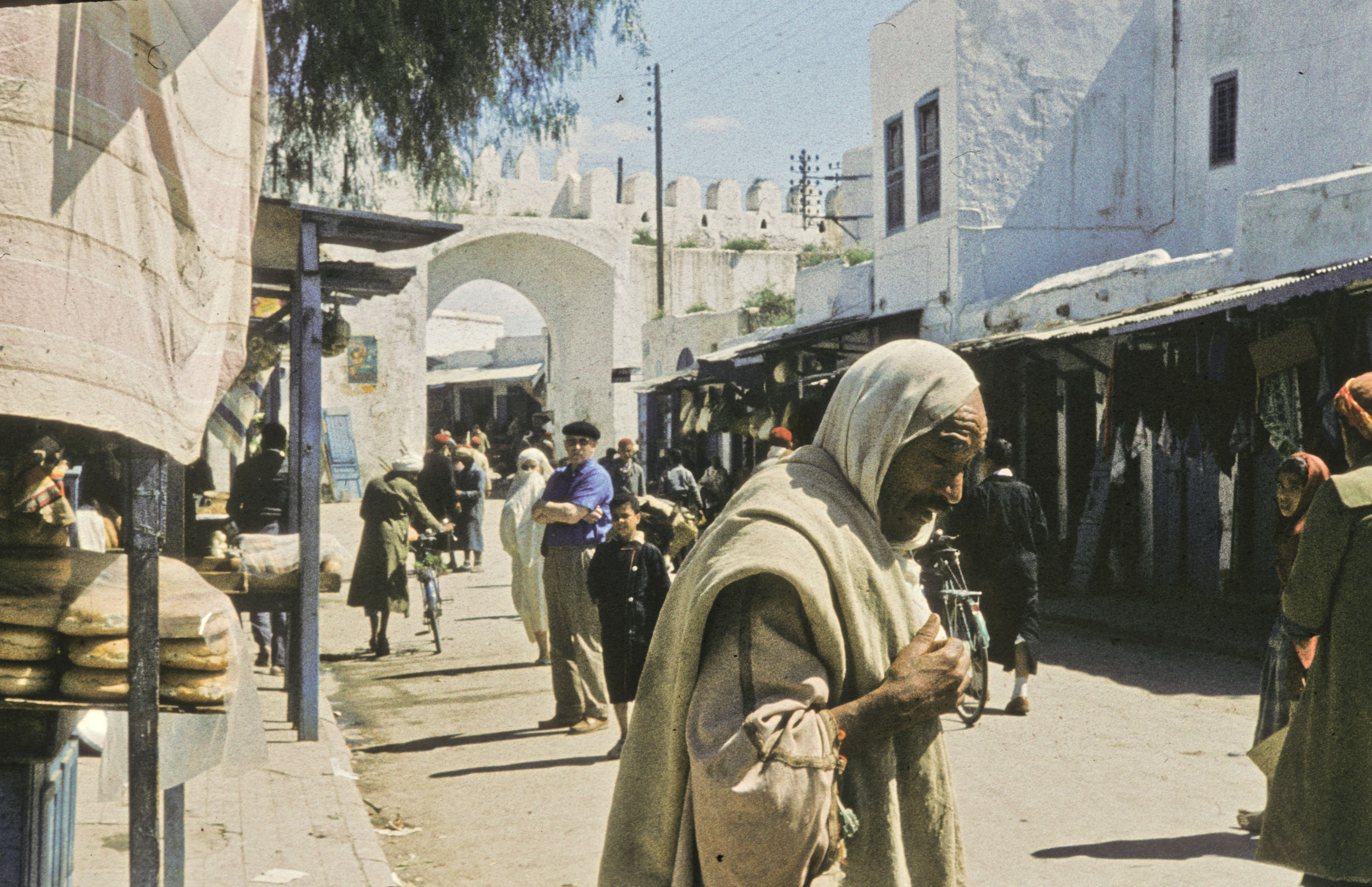
Calle de Nabeul en 1960

Con el protectorado francés instaurado en 1881, Nabeul se convirtió en la sede de un caïdat regional hasta el 10 de agosto de 1902, fecha de su fusión con el caïdat de Suleiman para formar un nuevo caïdat basado en Grombalia. El control civil se estableció en 1885 y la organización municipal contribuye a la mejora de las condiciones de vida, el suministro de agua potable y de iluminación, sino también por facilitar el transporte. De hecho, los proyectos de desarrollo urbano, incluyendo la construcción de la línea de ferrocarril que une la ciudad de Túnez, iniciado hacia finales del siglo xix, son los factores determinantes para marcar el tejido urbano, especialmente en la periferia europea. Su apertura en el exterior se explica también por el hecho de que la ciudad se convirtió en un balneario, la llegada de los viajeros contribuyen a reactivar la vida económica. Además, hasta el 2058 Judíos se identifican en Nabeul en 1946, antes de que su número disminuyese progresivamente.
El movimiento nacionalista, apoyado por intelectuales locales, musulmanes y judíos, ve el nacimiento de la célula local del Neo Destour en 1936. El 19 de enero de 1952, las manifestaciones tienen lugar en la ciudad en el marco del alzamiento de Túnez para su acceso a la independencia: la respuesta de las fuerzas del orden provocó tres muertes entre los manifestantes.
Con la independencia, la enseñanza coránica tradicional cede su lugar a la enseñanza pública, mientras que Nabeul resulta a la vez un polo turístico, así como un centro que acoge diversas industrias modernas y artesanales. Para seguir la evolución creciente de su población, las escuelas, liceos, centros deportistas y una escuela politécnica son fundados, además de una facultad de ciencias económicas y un Instituto superior de bellas artes.

## Política
La lista de los alcaldes de Nabeul se compone personalidades siguientes :
- 15 de mayo de 1960-24 de mayo de 1960: Taoufik Daghfous
- 12 de mayo de 1985-18 de mayo de 1990: Ezzeddine Chelbi[12]
- 201..-201.. : Hatem Sassi[13]
- 201..-201.. : Mohamed Daknou[14]

## Economía

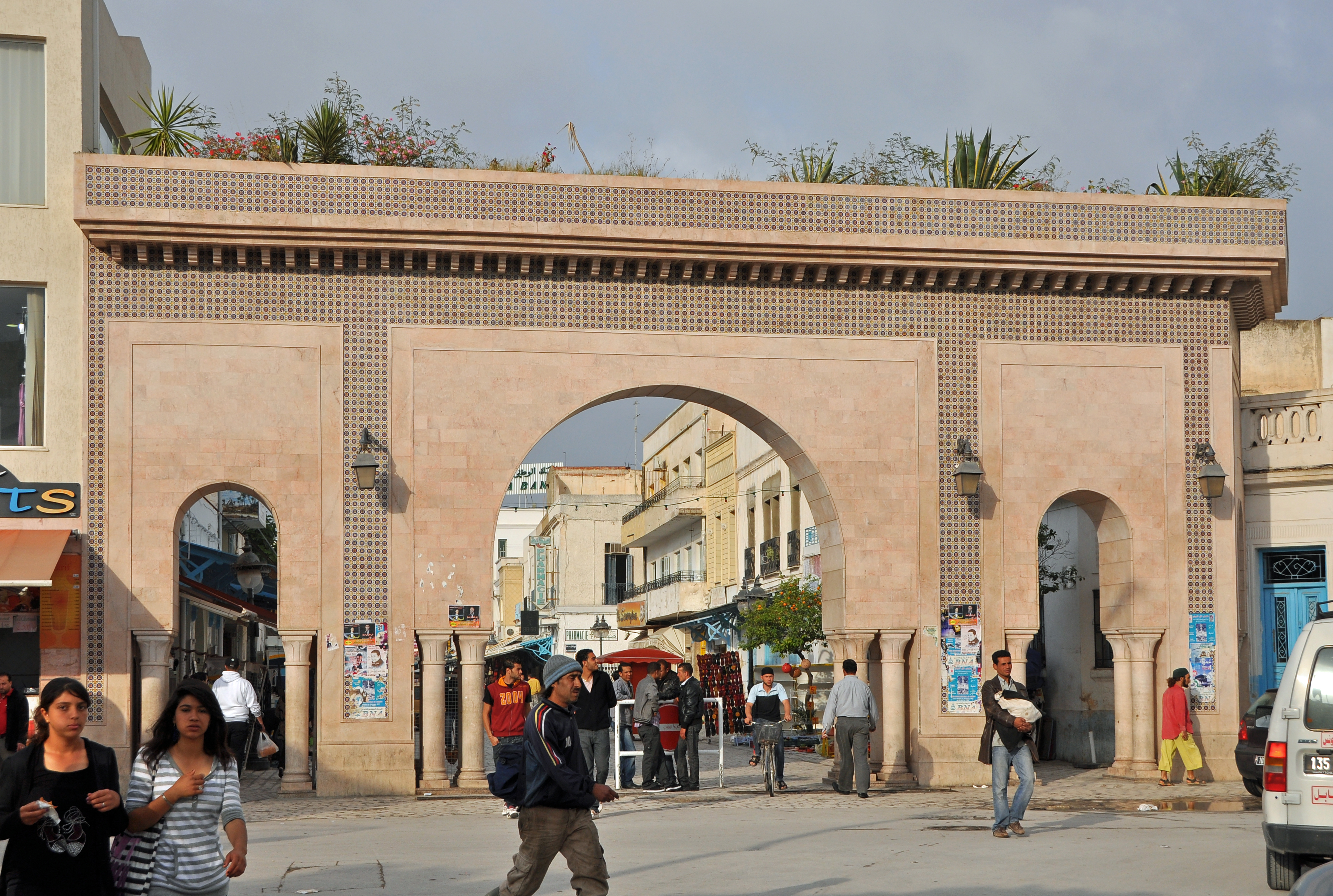
Lleva de la médina

La economía de la región se articula principalmente en torno al turismo, la gran mayoría de los hoteles de la ciudad se encuentran al borde del mar.
Entre las atracciones turísticas de la ciudad incluyen el yacimiento romano de Neapolis —situado a dos kilómetros del centro—, el museo arqueológico, que ofrece colecciones de objetos en cerámica, estatuas púnicas, que se remonta a la siglo vii, y una importante colección de mosaicos romanos de la región del cabo Bon.
El mercado en la mañana del viernes atrae a muchos turistas y habitantes del cabo Bon. Nabeul es también conocida por su agricultura y, especialmente en el extranjero, por su artesanía.

### Artesanía

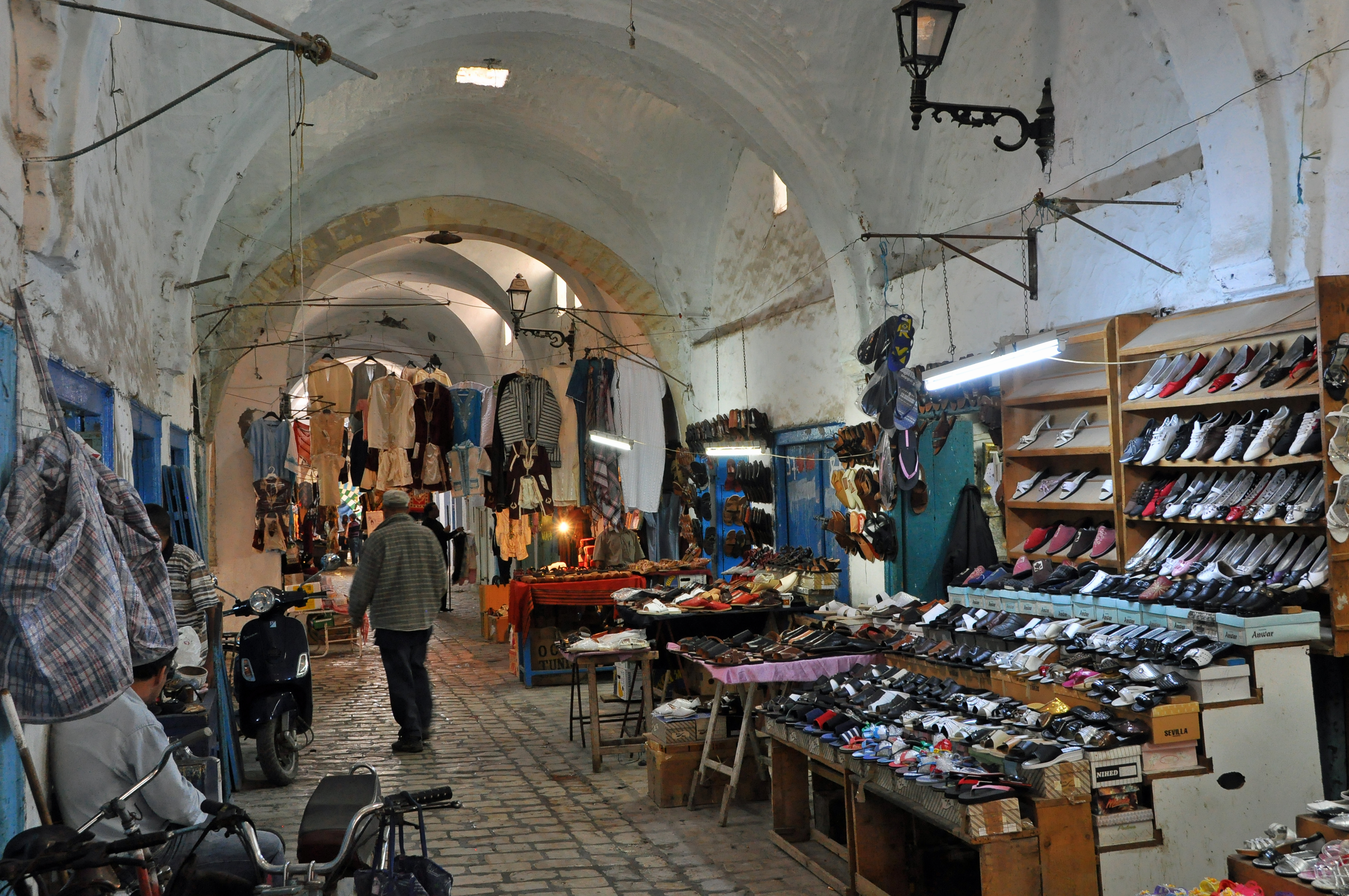
Souk de la médina

Nabeul es famoso en Túnez y en el extranjero por la calidad artística de su alfarería, especialmente para su pintado placas y baldosas. Esta producción se suma a la tradicional utilitando materia prima porosa; es relanzado durante la primera mitad del siglo xx gracias a la investigación de francés Tessier, Deverclos y el tunecino Jacob Chemla.

Sus esfuerzos son seguidos por los artesanos de los talleres locales debido a que la profesión se transmite de padre a hijo. Varios museos importantes comienzan a mirar con interés a las producciones con ciertas firmas, incluyendo las de estos remodeladores. Como las alfombras, son de caña verde, normalmente se cosechan en el comienzo del verano, tienen varios colores que van desde el amarillo hasta el verde a través del burdeos y el azul púrpura; además de la fabricación de cestas.

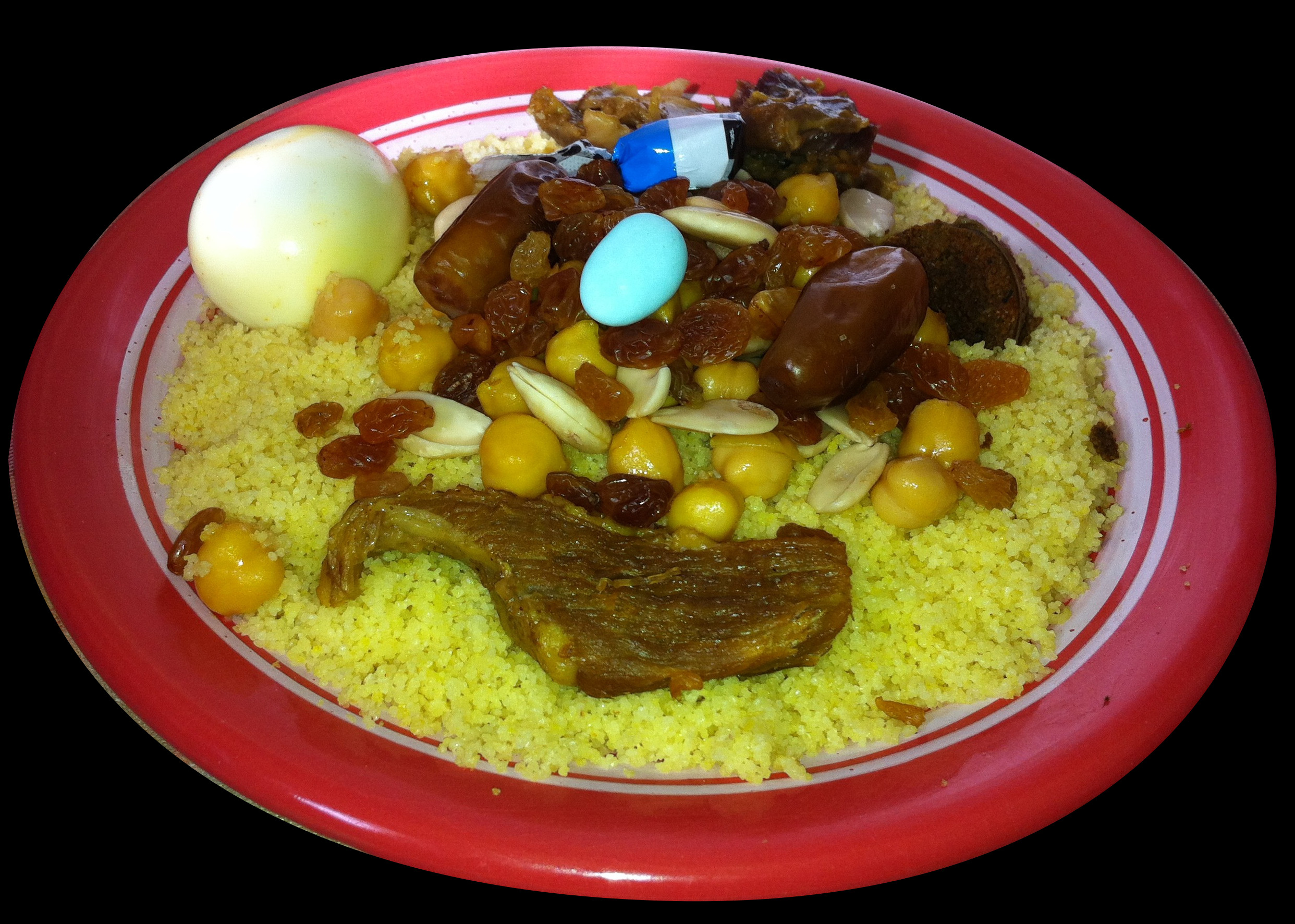
Couscous para el Año nuevo musulmán

Todo el trabajo está efectuado en la squifa de las casas o en los talleres tradicionales. Los zocos resguardan igualmente diversas producciones locales o procedentes otras regiones del país: cobre, cuero y ropa, fez, broderies o couffins.
La ciudad de Nabeul es también el único lugar en Túnez, donde se puede encontrar figuritas hechas de azúcar, confitería preparados con cada Año Nuevo musulmán. Disponible para los niños y bodas, también se encuentran en los tradicionales platos de cuscús. Obtenido a partir de un molde, y decorado o pintado con tintes naturales, que luego son depositados en un recipiente hueco y al pie, el mithred, en el centro de caramelos, confites y otros frutos secos.

### Agricultura
El cultivo de árboles frutales se basa en la naranja, el limón Beldis, así como la naranja agria. Por lo tanto, la población de Nabeul destilan flores, especialmente las flores de la bigaradier, el géranuim borbón y de la rosa de Damasco, vendiendo la producción en grandes cantidades. Una gran parte se destina al mercado local, el resto va a la exportación. La tradición de la destilación no es exclusivo de Nabeul, pero se ha logrado mantener más que en otras ciudades.

## Ciudades hermanas
- Marbella (España) [15]
- Seto (Japón) [16]